# Robert Bézos
Pour les articles homonymes, voir Bézos.
Robert Bézos, né le 5 mai 1882 à Luxey et mort le 23 mai 1948 à Brocas (Landes), est un homme politique français.

## Carrière
Médecin de profession, il est également homme politique. Il est membre du Parti républicain, radical et radical-socialiste. Sous cette étiquette, il est conseiller général de 1910 à 1940 (il est d'ailleurs vice-président du conseil général des Landes), puis député des Landes de janvier 1936, élu à la faveur d'une élection législative partielle, il est réélu quelques mois plus tard lors du scrutin général qui voit la large victoire de la coalition de Rassemblement populaire. Il est également maire de Brocas, de 1912 à 1914, puis de 1919 à 1945 et de 1947 à 1948.
Il vote le 10 juillet 1940, en faveur de la remise des pleins pouvoirs au Maréchal Pétain. Déclaré inéligible, il ne retrouve pas de mandat parlementaire après la Libération.

## Distinctions
- Chevalier de la Légion d'honneur (5 citations)[1].

## Hommages
- Place Robert-Bézos (place de la mairie), à BrocasPanneau de la Place Robert-Bézos à Brocas.

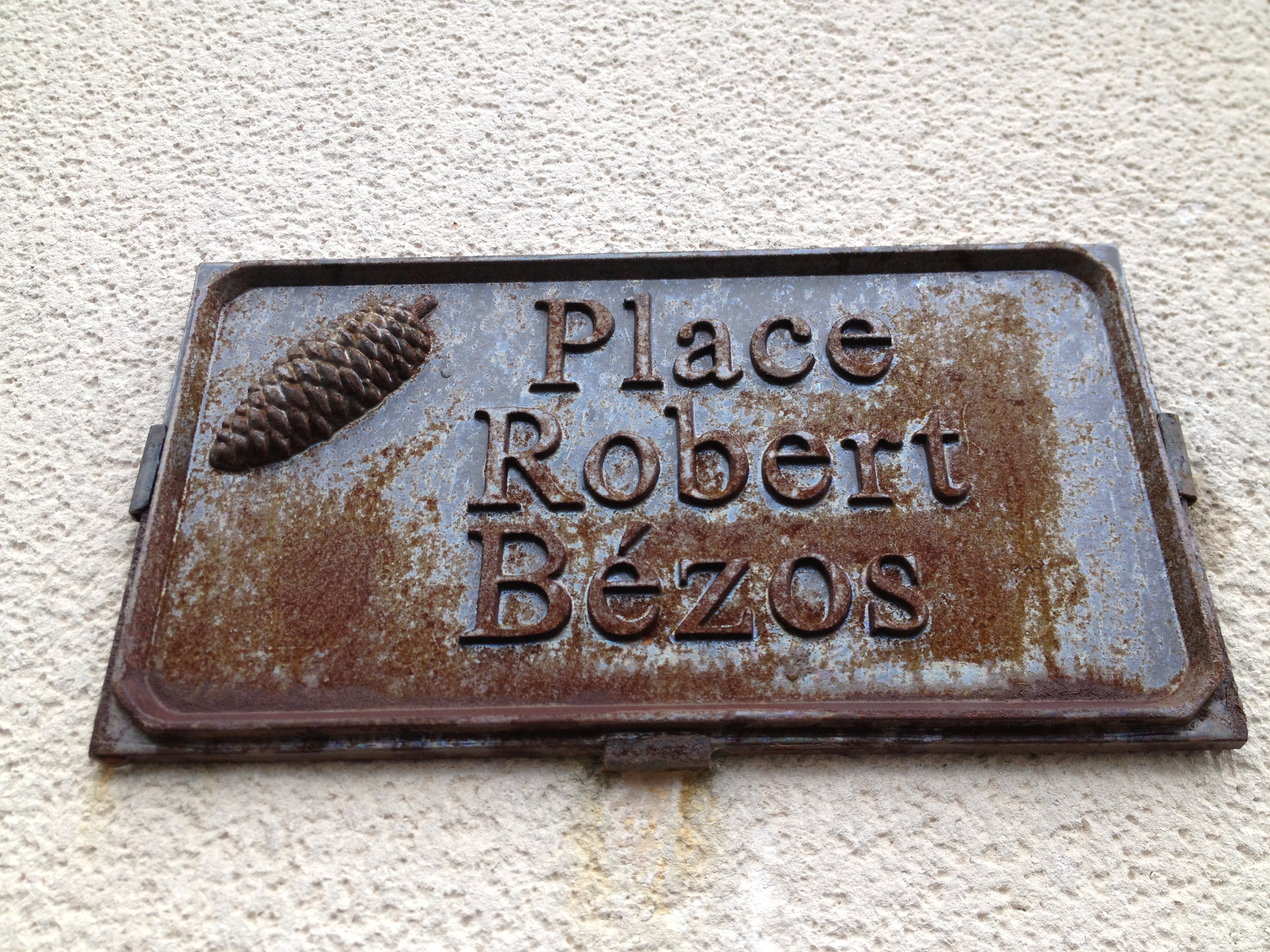
Panneau de la Place Robert-Bézos à Brocas.